# Ewa Lipska
Ewa Lipska (nascuda el 8 d'octubre de 1945 a Cracòvia) és una poetessa i periodista polonesa. Entre els anys 1970 i 1980 fou redactora del departament de poesia de la Wydawnictwo Literackie. Guanyadora del Premi de la Fundació Kościelski (1973), entre el 1995 i el 1997 fou directora de l'Institut polonès de Viena. És membre del PEN Club polonès i austríac i membre fundador de l'Associació d'Escriptors Polonesos (1989). També és membre de l'Acadèmia Polonesa del Coneixement.

## Biografia
Va estudiar pintura a l'Acadèmia de Belles Arts Jan Matejko de Cracòvia. Des de 1964, va publicar poesia a Życie Literackie i Dziennik Polski. Va debutar el 1967 amb el volum poètic Wiersze. Des de 1968 fou membre de la Unió d'Escriptors Polonesos (fins a la seva dissolució el 1983).
Els anys 1970–1980 va treballar com a redactora del departament de poesia de la Wydawnictwo Literackie Al tombant de 1975/1976, va obtenir una beca de sis mesos del International Writing Program a Iowa City, Estats Units. El 1978 es va convertir en membre del PEN Club polonès. També és membre de l'Acadèmia Polonesa del Coneixement a Cracòvia.
El 1983 es va estar al Berlín Oest amb una beca Deutscher Akademischer Austauschdienst. El 1989 es va convertir en membre fundador de l'Associació d'escriptors polonesos. Entre els anys 1990 i 1992 va treballar a l'equip editorial de la “Dekady Literackiej”. De 1991 a 1997 va treballar a l'ambaixada polonesa a Viena i hi va dirigir l'Institut polonès. Va organitzar tallers de poesia a l'Escola literària i artística de la Universitat Jagellònica. Viu i treballa a Cracòvia.

## Característiques de la poesia
Ewa Lipska pertany a la mateixa generació que el corrent poètic anomenada normalment Nowa fala (Nova onada), el representant més famós del qual és Adam Zagajewski i que es caracteritzava per una poesia socialment compromesa i una actitud crítica amb el sistema comunista. Lipska, però, mai no va formar part d'aquest grup, tot i que estava poèticament a prop d'ell.
La poesia juvenil de Lipska es caracteritzava per una amargor contra la crueltat del món en general i la crueltat del sistema totalitari en particular. Hi havia una clara ironia i un escepticisme intel·lectual que va portar a molts crítics a comparar-la amb Wisława Szymborska. Una altra característica important és la connexió entre allò personal i allò general, el privat i la societat. Així, es pot comparar una classe escolar amb la història de la humanitat i es pot comparar el moviment de les persones al carrer amb els moviments de pensaments.
La seva poesia posterior és més complicada, amb metàfores elaborades i diversos missatges. La crítica al sistema totalitari s'ha substituït per una crítica als mitjans de comunicació i a la cultura de masses, que el poeta creu que amenaça els valors humans. Anteriorment, els poetes podien experimentar la natura directament, ara hi participen en la televisió o a l'ordinador. L'esperança és que la poesia pugui actuar com a anticodi de la cultura de masses i de l'estupidesa. Les imatges oníriques surrealistes de la seva poesia més recent són una manera d'aconseguir la llibertat, d'escapar dels perills del món real.

## Premis
- 1997 – Premi Andrzej Bursa, Cracòvia
- 1973 – Premi Kościelski, Ginebra
- 1979 – Premi Robert Graves del PEN Club Internacional
- 1990 – Premi de la Fundació Polcul (Premi de la Fundació Independent per a la Promoció de la Cultura Polonesa)
- 1991 – Premi del PEN Club pel conjunt de la trajectòria literària. Premi de la Fundació Alfred Jurzykowski, Nova York
- 1995 – Premi Ciutat de Cracòvia
- 2004 – Premi „Odra“, Breslau
- 2007 – Premi Samuel Bogumil Linde

## Festivals
Ewa Lipska ha participat en diversos esdeveniments de poesia, seminaris, lectures i reunions d'autors a Alemanya, Àustria, Anglaterra, Països Baixos, Dinamarca, Suècia i els Estats Units.

## Llibres

### Col·leccions de poesia
- 1967: Wiersze, ("Poemes"); Varsòvia:: Czytelnik[2]
- 1970: Drugi wybor wierszy, ("Segon recull de poemes"); Varsòvia: Czytelnik[2]
- 1972: Trzeci wybor wierszy, ("Tercer recull de poemes"); Varsòvia: Czytelnik[2]
- 1974: Czwarty wybor wierszy, ("Quart recull de poemes"); Varsòvia: Czytelnik[2]
- 1978: Piaty wybor wierszy, ("Cinquè recull de poemes"); Varsòvia: Czytelnik[2]
- 1979: Dom spokojnej młodości ("Una llar per als joves"), poemes seleccionats, Cracòvia: Wydawnictwo literackie[2]
- 1979: Zywa smierc, ("La mort viva"); Cracòvia: Wydawnictwo literackie[2]
- 1981: Poezje wybrane ("Poemes seleccionats"), Varsòvia: LSW[2]
- 1982: Nie o śmierć tutaj chodzi, lecz o biały kordonek ("No es tracta de la mort, sinó del cordó blanc), poemes seleccionats; Cracòvia: Wydawnictwo literackie[2]
- 1985: Przechowalnia ciemnosci, ("El magatzem de la foscor"); Varsòvia: Przedswit / Warszawska Oficyna Poetow i Malarzy[2]
- 1986: Utwory wybrane ("Obres seleccionades"), Cracòvia: Wydawnictwo literackie[2]
- 1990: Strefa ograniczonego postoju, ("Zona d'aparcament limitat "); Varsòvia: Czytelnik[2]
- 1993: Wakacje mizantropa. Utwory wybrane ("Vacances d'un misantrop: Obres seleccionades"), Cracòvia: Wydawnictwo literackie[2]
- 1994: Stypendisci czasu, ("Becaris del temps"); Breslau: Wydawnictwo Dolnoslaskie[2]
- 1996: Wspólnicy zielonego wiatraczka. Lekcja literatury z Krzysztofem Lisowskim ("Companys del molí de vent verd. Lliçó de literatura amb Krzysztof Lisowski"), poemes seleccionats; Cracòvia: Wydawnictwo literackie[2]
- 1997: Ludzie dla poczatkujacych, ("Gent per a principiants"); Poznań: A-5 Editor[2]
- 1998: Godziny poza godzinami ("Hores fora d'hores"), obres selectes, Varsòvia: PIW[2]
- 1998: Życie zastępcze ("El substitut de la vida"), Cracòvia: Wydawnictwo literackie[2]
- 1999: 1999, Cracòvia: Wydawnictwo literackie[2]
- 2001: Sklepy zoologiczne, ("Botigues de mascotes"); Cracòvia: Wydawnictwo literackie[2]
- 2002: Uwaga: stopień ("Nota: grau"), Cracòvia: Wydawnictwo literackie[2]
- 2003: Ja ("Jo"); Kraków: Wydawnictwo literackie[2]
- 2004: Gdzie indziej, ("En un altre lloc"); Cracòvia: Wydawnictwo literackie[2]
- 2006: Drzazga ("Estella"), Cracòvia: Wydawnictwo literackie[2]
- 2007: Pomarańcza Newtona, ("La taronja de Newton"); Cracòvia: Wydawnictwo literackie[2]

Les seves col·leccions de poesia s'han publicat en prop de 40 edicions en llengua estrangera, incloent edicions en alemany, anglès, danès, neerlandès, txec, hongarès, hebreu, serbi, eslovac, castellà, català, francès, suec, albanès i búlgar.

### Prosa
- 2009: Sefer (prosa), Cracòvia: Wydawnictwo Literackie[2]

### Altres
- 2018: Boli tylko, gdy się śmieję... Listy i rozmowy, Stanisław Lem, Ewa Lipska, Tomasz Lem, llibre electrònic, 2018, ISBN 978-83-08-06692-8, Wydawnictwo Literackie
De la descripció del llibre: "... Conté registres de converses que la poetessa i escriptora va tenir a principis del segle xxi, així com les cartes que Ewa Lipska va intercanviar amb el fill de Stanisław Lem quan estudiava als Estats Units. El llibre està il·lustrat amb nombroses fotos."

## Traduccions al català
- Eixida d'emergència. Tria, traducció i introducció de Josep Antoni Ysern i Lagarda. Lleida, Pagès Editors, 2004 ISBN 8497791207
- En un altre lloc. Tria, traducció i epíleg de Josep Antoni Ysern i Lagarda. Institut Virtual Internacional de Traducció (IVITRA). Universitat d'Alacant. 2008